# 蘇嵋 (宛平)
蘇嵋，顺天府（今北京）宛平县人。清朝政治人物、进士出身。

## 生平
顺治十八年（1661年），登辛丑科进士第三甲第140名，历江苏邳宿府同知，平乐府知府。著有《圯上吟》。